# 汉斯·范赫尔登
汉斯·范赫尔登（荷蘭語：Hans van Helden，1948年4月27日—），荷兰、法国男子速度滑冰运动员。他曾代表荷兰和法国参加1976年、1984年和1988年冬季奥林匹克运动会速度滑冰比赛，获得三枚铜牌。